# Roodsnavelmalkoha
De roodsnavelmalkoha (Zanclostomus javanicus synoniem: Phaenicophaeus javanicus) is een vogel uit de familie Cuculidae (koekoeken).

## Kenmerken
De vogel is 42 cm lang en weegt gemiddeld 98 g. De volwassen vogel is grijs van boven met een blauwe glans op de rug en de vleugels. De keel en borst zijn roodbruin, met daaronder een brede grijze band. De staart is wit op de uiteinden. Rond het oog is de naakte huid grijs of blauw, het oog is bruin, de snavel is rood en de poten zijn leigrijs.

## Verspreiding en leefgebied
Deze soort komt voor in Maleisië en op de Grote Soenda-eilanden en telt twee ondersoorten:
- Z. j. pallidus: Maleisië, Sumatra en Borneo.
- Z. j. javanicus: Java.

Het leefgebied bestaat uit betrekkelijk droge bossen en secundair bos of struikgewas in laag- en heuvelland tot 1000 m, zelden 1500 m boven de zeespiegel.

## Status
De grootte van de populatie is niet gekwantificeerd, maar de vogel is plaatselijk nog algemeen. Om deze redenen staat de roodsnavelmalkoha als niet bedreigd op de Rode Lijst van de IUCN.